# Корея (футбольный клуб)
«Корея» (яп. FCコリア Эфу Си: Кориа, англ. FC Korea) — японский футбольный клуб, участвующий в одной из региональных лиг Японии — в лиге региона Канто. Основан в 1961 году. Базируется в одной из специальных районов Токио — Ките. В клубе преимущественно играют футболисты корейской национальности.

## История и выступление
Футбольный клуб «Корея» был основан в 1961 году местной корейской общиной Японии под названием Zainichi Chosen Football Club. В то время она поддерживалась Ассоциацией северокорейских граждан в Японии «Чхонрён» и просеверокорейской организацией «Корейцы в Японии» (Zainichi Koreans). Игроки прибывали в данный клуб из Токийского корейского университета.
После похищений граждан Японии агентами КНДР, в 2002 году клуб сменил название на «Корею» и разорвал все связи с «Чхонрён». После этого клуб стал представлять себя как панкорейская команда и стал привлекать футболистов из Южной Кореи.
В 2008 году «Корея» вышла в лигу рангом выше, во вторую лигу региона Канто, а в 2010 году в первую лигу региона Канто. После этого клуб решил стать командой, которая будет участвовать в Джей-лиге — в высшем по уровню футбольной лиге Японии. Однако амбициозная цель пока не осуществлена из-за высокой конкуренции не только в лигах рангом выше, но и в лиге региона Канто. Задачу также усложняет то, что в низших и региональных лигах Японии запрещено играть негражданам Японии, а вследствие этого, клуб не может привлекать легионеров и вынужден играть только с футболистами японского гражданства. Клуб до сих пор участвует в региональной лиге Канто.

### Участие на международной арене
Футбольный клуб «Корея» стал известен благодаря игре его футболистов за Объединённую сборную корейцев Японии на турнире, организуемом ConIFA. В 2015 году была организована Объединённая корейская футбольная ассоциация Японии. Данная организация была создана для популяризации и ещё большего развития футбола среди корейцев Японии, а также для создания Объединённой сборной корейцев Японии и её участия на международной арене. В ноябре 2015 года она была принята в состав ConIFA — международной футбольной организации, которая объединяет футбольные сборные и их ассоциации (федерации) непризнанных и частично признанных государств, автономий внутри признанных стран, этнических сборных, которые не были включены в состав ФИФА и континентальные конфедерации. Сборная объединённых корейцев Японии впервые участвовала в ConIFA World Football Cup 2016, который проходил в с 28 мая по 6 июня 2016 года в Абхазии. В данном турнире они играли в группе B со сборными Иракского Курдистана и Секейского края. Заняв второе место в группе (2 поражения в 2 матчах), корейцы вышли на 1/4 финала, где проиграли сборной Северного Кипра в серии пенальти со счётом 4:2 (основное и дополнительное время закончились со счётом 1:1).